# Jan Bergström
Jan Bergström (* 1938 in Halmstad; † 17. November 2012 in Täby) war ein schwedischer Paläontologe und Geologe.

## Leben
Bergström studierte ab 1958 Geologie, Geographie, Botanik, Zoologie und Paläontologie an der Universität Lund, an der er 1973 über Trilobiten promoviert wurde (Organization, life, and systematics of trilobites). Seine Dissertation verschaffte ihm internationale Beachtung. Danach lehrte bis 1978 in Lund, bevor er als Staatsgeologe zur schwedischen geologischen Landesaufnahme (Sveriges Geologiska Undersökning, SGU) ging. Er war ab 1989 Professor und Leiter der Abteilung Paläozoologie am Naturhistorische Reichsmuseum in Stockholm. 2005 wurde er emeritiert.
Er war Spezialist für Trilobiten und allgemein fossile Arthropoden und befasste sich mit der Geologie von Schonen. Er befasste sich auch mit weiteren paläozoischen marinen Taxa (wie Brachiopoden), mit Spurenfossilien, Konservatlagerstätten und stratigraphischen Fragen. Zuletzt befasste er sich besonders mit der Chengjiang-Faunengemeinschaft des Kambrium und der frühen Entwicklung der Arthropoden.
Er veröffentlichte auch über Archäologie und Mythologie. Von ihm stammen rund 170 wissenschaftliche Aufsätze und über 100 Artikel in der schwedischen Nationalenzyklopädie.
Er war Mitglied der Königlich Schwedischen Akademie der Wissenschaften (1990).

## Schriften
- Organization, Life, and Systematics of Trilobites, Universitätsverlag Lund 1973 (Dissertation)
- mit Erik Norling: Mesozoic and Cenozoic tectonic evolution of Scania, southern Sweden, Tectonophysics, Band 137, 1987, S. 7–19
- mit Hou Xian-guang: Arthropods of the Lower Cambrian Chengjiang fauna,  with relationships and evolutionary significance, in A. M. Simonetta, S. Conway Morris: The early evolution of Metazoa and the significance of problematic taxa, Cambridge University Press 1991, 179–187
- mit Hou Xian-guang: Arthropods of the Lower Cambrian Chengjiang fauna, southwest China, in: Fossils and Strata, 45, 1997 (116 Seiten)
- mit Hou Xian-guang, Richard Aldridge, David J. Siveter, Derek Siveter, Xiang-Hong Feng: The Cambrian Fossils of Chengjiang, China – The Flowering of Early Animal Life, Wiley-Blackwell 2007